# Sake Dean Mohamed
Sake Dean Mahomed, AFI:Śekh Dīn Mahāmmad; 1759–1851) fue un viajero, cirujano y empresario anglo-indio musulmán que fue uno de los más destacados primeros inmigrantes no europeos en el mundo occidental. Introdujo la cocina india y los baños de champú en Europa, donde ofreció masaje terapéutico de la cabeza. También fue el primer indio en publicar un libro en inglés.

## Juventud e inicios
Nació en 1759 en la ciudad de Patna, entonces parte de la Presidencia de Bengala, Mahomed vino de Buxar. Su padre, que pertenecía a la tradicional casta Nai (de los peluqueros), era empleado de la East India Company. Había aprendido mucho de alquimia y comprendía las técnicas utilizadas para producir diversos álcalis, jabones y champú. Más tarde describió con gran detalle al emperador mogol Shah Alam II y las ciudades de Allahabad y Delhi, y también tomó nota de las antiguas glorias del Imperio mogol.
Sake Dean Mahomed creció en Patna, y su padre murió cuando Mahomed era joven. A la edad de 10 años, lo apadrinó el capitán Godfrey Evan Baker, un oficial protestante angloirlandés. Mahomed sirvió en el ejército de la Compañía Británica de las Indias Orientales como aprendiz de cirujano y sirvió honorablemente contra los Marathas. Mahomed también menciona cómo Mir Qasim y la mayor parte de la aristocracia musulmana bengalí habían perdido su fabulosa riqueza. Se quejó de la campaña de Shuja-ud-Daula contra sus aliados Rohilla y de cómo Hyder Ali derrotó a los británicos durante la batalla de Pollilur. Mahomed permaneció con el capitán Baker hasta 1782, cuando Baker renunció. Ese mismo año, Mahomed también renunció al ejército, y eligió acompañar a Baker, "su mejor amigo", a Gran Bretaña.

## Apertura de restaurante
En 1810, después de mudarse a Londres, Sake Dean Mahomed abrió el primer restaurante indio en Inglaterra: el Hindoostane Coffee House en George Street, cerca de Portman Square, en el centro de Londres. El restaurante ofrecía delicias tales como el narguile "con tabaco de Chilum real y platos indios... descritos por los mejores sibaritas como que no tienen parangón con ningún curry hecho en Inglaterra". Sake cierra esta empresa debido a dificultades financieras.

## Introducción delshampooingen Europa
Antes de abrir su restaurante, Mahomed había trabajado en Londres para el nabob Basil Cochrane, quien había instalado un baño de vapor para uso público en su casa en la Plaza Portman y había promovido sus beneficios médicos. Es posible que Mahomed haya sido responsable de introducir la práctica de champooi o "shampooing" (o masaje indio del cuero cabelludo) allí. En 1814, Mahomed y su esposa regresaron a Brighton y abrieron el primer baño comercial de masajistas de vapor "shampooing" en Inglaterra, en el sitio que ahora ocupa el Hotel Queen. Describió el tratamiento en un periódico local como "El baño de vapor medicinal de la India (tipo de baño turco), una cura para muchas enfermedades y alivio completo cuando todo falla; especialmente reumático y paralítico, gota, articulaciones rígidas, esguinces viejos, cojo. Piernas, dolores y molestias en las articulaciones ".
Este negocio fue un éxito inmediato y Dean Mahomed se hizo conocido como "Dr. Brighton". Los hospitales le enviaban pacientes y fue nombrado cirujano de lavado de champú tanto del Rey Jorge IV y de Guillermo IV.

## Los viajes de Dean Mahomed
En 1794, Mahomed publicó su libro de viajes, titulado Los viajes de Dean Mahomed. El libro comienza con elogios de Genghis Khan, Timur y, en particular, del primer emperador mogol Babur. Posteriormente describe varias ciudades importantes en la India y una serie de conflictos militares con los principados locales de la India.
El editor Michael Fisher sugirió que algunos pasajes del libro fueron parafraseados de otras narraciones de viajes escritas a finales del siglo XVIII.

## Familia
En 1784, Mahomed emigró a Cork, Irlanda, con la familia Baker. Allí estudió para mejorar sus habilidades en el idioma inglés en una escuela local, donde se enamoró de Jane Daly, una "linda chica irlandesa de padres respetables". La familia Daly se oponía a su relación, y la pareja se escapó a otra ciudad para casarse en 1786. En ese momento era ilegal que los protestantes se casaran con no protestantes, por lo que Mahomed se convirtió al anglicanismo para casarse con Jane Daly. Se mudaron a Brighton, Inglaterra, a principios del siglo XIX.
Sake Dean Mahomed y su esposa Jane tuvieron siete hijos: Rosanna, Henry, Horatio, Frederick, Arthur, Dean Mahomed (bautizado en la iglesia católica de San Finbarr, Cork, en 1791) y Amelia (n. 1808). Su hijo, Frederick, fue propietario de baños turcos en Brighton y también dirigió una academia de boxeo y esgrima cerca de Brighton. Su nieto más famoso, Frederick Henry Horatio Akbar Mahomed (c. 1849–1884), se convirtió en un médico conocido internacionalmente y trabajó en el Hospital de Guy en Londres. Hizo importantes contribuciones al estudio de la hipertensión arterial. Otro de los nietos del Jaque Dean Mahomed, el Reverendo James Kerriman Mahomed, fue nombrado vicario de Hove, Sussex, a fines del siglo XIX.

## Reconocimiento
Sake Dean Mahomed comenzó a perder prominencia en la época victoriana y hasta hace poco fue olvidado por la historia. El crítico literario Muneeza Shamsie señala que Sake es autor de los libros Casos curados y champú, inventor de los baños indios de vapor y agua de mar, etc.
La renovación del interés por sus escritos omenzó después de que el poeta y erudito Alamgir Hashmi llamó la atención sobre este autor en las décadas de 1970 y 1980. Michael H. Fisher ha escrito un libro sobre Sake Dean Mahomet: El primer autor indio en inglés: Dean Mahomed en India, Irlanda e Inglaterra (Oxford University Press, Delhi - 1996).
El 29 de septiembre de 2005, la ciudad de Westminster descubrió una placa que conmemora la apertura de la cafetería Hindoostane. La placa está en George Street 102, cerca del sitio original de la cafetería en 34 George Street.
El 15 de enero de 2019, Google reconoció a Sake Dean Mahomed con un Google Doodle en su página principal.